# Levanjci
Levanjci – wieś w Słowenii, w gminie Destrnik. W 2018 roku liczyła 138 mieszkańców.